# Vulpes bengalensis
El zorro de Bengala o zorro indio (Vulpes bengalensis) es una especie de mamífero perteneciente a la familia Canidae, que se encuentra en las colinas del Himalaya, en Nepal, India, Pakistán y Bangladés.

## Descripción

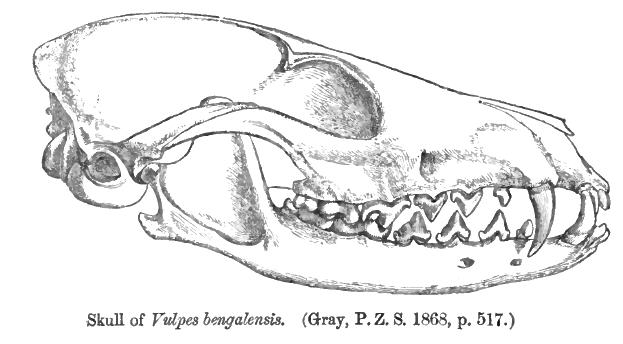
Dibujo de la vista lateral de un cráneo de Vulpes bengalensis.

Es un zorro relativamente pequeño, con orejas puntiagudas, hocico alargado y que posee una cola espesa con la punta negra. La longitud del cuerpo es de unos 50-60 cm, y la longitud de la cola es de unos 30cm. El color del pelaje dorsal es muy variable, siendo normalmente grisáceo, algo más claro en la zona ventral. Las patas suelen ser de color pardo o pardo-rojizo. La parte posterior de las orejas es de color pardo oscuro, con los bordes negros. El rinario está descubierto y los labios son de color negro, con pequeños parches de pelo negro en la parte superior del hocico delante de los ojos. Suele pesar entre 2 y 4 kg. La fórmula dentaria es 3/3 - 1/1 - 4/4 - 2/3 = 42.

## Distribución
Se puede encontrar en gran parte del subcontinente indio, excepto en bosques húmedos y zonas extremadamente áridas, y está limitada su distribución por el Himalaya y el valle del río Indo. No se han encontrado rastros suyos ni en Afganistán, ni en Irán, ni en los Ghats occidentales. Suelen evitar los terrenos escarpados y los pastizales de altura.

## Ecología y hábitos
Es un animal crepuscular. Con el calor del día, se esconden en la vegetación o en madrigueras excavadas por ellos. Estas son bastante complejas, con varias cámaras y vías de escape. Los ejemplares en cautividad suelen vivir entre 6 y 8 años. 

### Dieta
Se alimenta de roedores, reptiles, cangrejos, termitas, insectos, pequeñas aves, y frutos. A partir del estudio de los excrementos de ejemplares juveniles, se ha observado que estos se alimentan básicamente de roedores.

### Reproducción

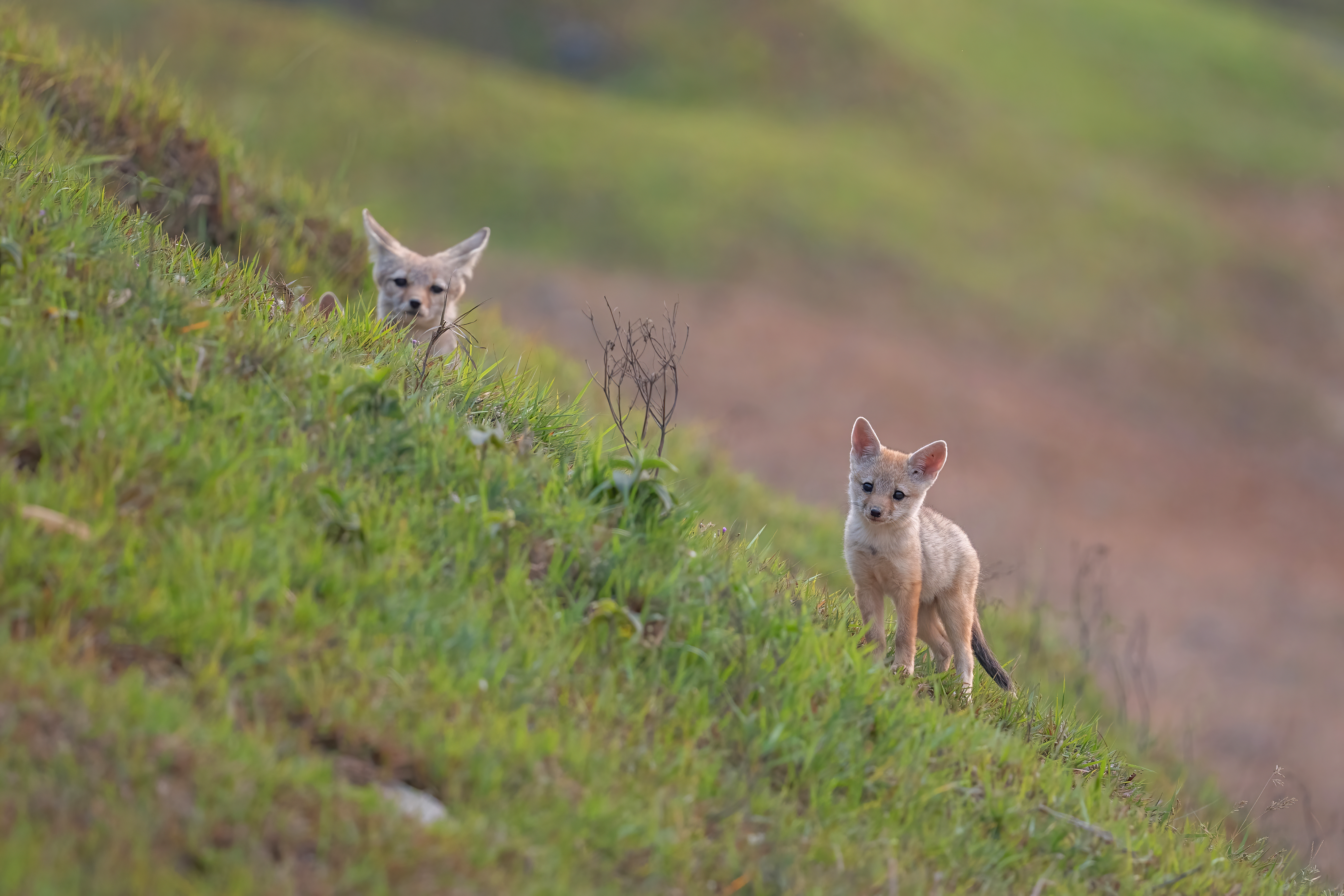
Bengal Fox1

El zorro indio suele formar parejas estables que pueden durar toda la vida, aunque se han documentado cópulas con otros individuos. La época de celo da comienzo en otoño (normalmente octubre o noviembre) y el periodo de gestación dura entre 50 y 60 días. Suelen nacer entre 2 y 4 crías.